# Kenneth Geddes Wilson
Kenneth Geddes Wilson (Waltham, 8 de junio de 1936-Maine, 15 de junio de 2013) fue un profesor universitario estadounidense galardonado con el Premio Nobel de Física del año 1982.

## Biografía
Nació el 8 de junio de 1936 en la ciudad de Waltham, situada en el estado de Massachusetts. En 1952 ingresó en la Universidad de Harvard para estudiar física, consiguiendo el doctorado en 1961 en el Instituto Tecnológico de California (Caltech) bajo la supervisión de Murray Gell-Mann. En 1963 fue nombrado miembro del Departamento de Física de la Universidad de Cornell, y en 1970 fue nombrado profesor titular.

## Investigaciones científicas
Interesado en el cambio de estado de la materia y en sus efectos en las moléculas, en 1982 fue galardonado con el Premio Nobel de Física por el desarrollo de la teoría de fenómenos críticos con el cambio de estado.
Exponente puntero de la física teórica, se interesó por la Teoría cuántica de campos desarrollando la Teoría del Grupo de Renormalización.

## Premios
- Premio Dannie Heineman de Física Matemática, 1973
- Boltzmann Medal, 1975
- Premio Wolf, 1980
- Harvard University, D.Sc (Hon.), 1981
- Caltech, Distinguished Alumni Award, 1981
- Medalla Franklin, 1982
- Premio Nobel de Física, 1982
- A.C. Eringen Medal, 1984
- Aneesur Rahman Prize, 1993